# Higiene sexual (película)
Higiene sexual (en inglés, Sex Hygiene) es una película documental dirigida por John Ford en 1941 y producida por el Ejército de los Estados Unidos.

## Producción
El productor cinematográfico Darryl F. Zanuck, quien era también oficial de la reserva del Ejército, recibió de este la petición de realizar un documental acerca de la higiene de los reclutas en los cuarteles. El encargo consistía en la realización de un filme de finalidad didáctica relativo a las enfermedades venéreas y los métodos más adecuados para combatirlas. Al resultar un trabajo molesto para Zanuck, el productor le pidió a John Ford que se hiciera cargo del mismo.
Ford no consideró agradable el pedido, pero lo realizó de forma rápida y eficiente. Contó con la colaboración del director de fotografía George Barnes y del montador George Fowler Jr. para filmar y editar una película de unos 25 minutos en tres días. Aunque la producción nunca fue recordada con agrado por Ford, cumplió perfectamente las expectativas de los mandos militares que la habían encargado.
Sex Hygiene fue el primer documental de carácter militar rodado por Ford. En los siguientes años, el director de Maine realizaría varias películas más para las Fuerzas Armadas desde su condición de oficial en la reserva de la Armada. Dos de ellas serían galardonadas con sendos premios Óscar en sus categorías.